# Philonotis pumila
Philonotis pumila är en bladmossart som beskrevs av Kindberg 1897. Philonotis pumila ingår i släktet källmossor, och familjen Bartramiaceae. Inga underarter finns listade i Catalogue of Life.